# Rex Harrington
Rex Howard Harrington (Peterborough, 30 ottobre 1962) è un ex ballerino, attore e personaggio televisivo canadese.

## Biografia
Rex Harrington ha studiato danza alla National Ballet School di Toronto e dopo aver il conseguito il diploma è stato scritturato dal National Ballet of Canada nel 1983. Cinque anni dopo è stato proclamato primo ballerino della compagnia.
Nel corso della sua carriera ventennale ha danzato come étoile ospite con importanti compagnie come il Corpo di Ballo del Teatro alla Scala, il San Francisco Ballet e il Balletto di Stoccarda, facendo da partner ad alcune delle maggiori ballerine dell'epoca, tra cui Carla Fracci, Alessandra Ferri, Susan Jaffe ed Evelyn Hart. Il suo repertorio con il National Ballet of Canada comprendeva alcuni dei maggiori ruoli maschili, tra cui Romeo in Romeo e Giulietta, Apollo nell'Apollon Musagete di George Balanchine, Basilio in Don Chisciotte e diversi ruoli scritti appositamente per lui da James Kudelka, tra cui Rothbart ne Il lago dei cigni e l'eponimo protagonista ne Lo schiaccianoci.
Nel 1993 ha danzato nel ruolo di Eugenio Onegin nell'Onegin di John Cranko accanto alla Tatiana di Carla Fracci in occasione del debutto scaligero del balletto; successivamente è tornato a danzare alla Scala nel ruolo di Onegin nel 1994 e nel 1997. Dopo aver dato il suo addio alle scene nel 2004, è tornato a danzare un'ultima volta con il National Ballet of Canada nel ruolo del principe Gremin in Onegin nel 2010.
Con il diradarsi dell'attività sulle scene e poi l'addio alla danza, Harrington si è dedicato alla recitazione a teatro, al cinema e in televisione, apparendo, tra gli altri, nel film Un detective... particolare e nella serie televisiva Queer as Folk. Inoltre è stato un giudice del talent show So You Think You Can Dance Canada e nel 2014 ha partecipato alla seconda stagione della versione canadese di The Amazing Race. Nel 2006 ha ricevuto un dottorato honoris causa dall'Università di York ed è stato eletto fellow della Royal Society of Canada.
Dichiaratamente gay, Harrington intrattiene una relazione di lunga durata con Bob Hope.

## Filmografia parziale

### Cinema
- Un detective... particolare (The January Man), regia di Pat O'Connor (1998)

### Televisione
- Queer as Folk - serie TV, episodio 5x3 (2005)
- Alla corte di Alice (This Is Wonderland) - serie TV, 2 episodi (2005-2006)
- King - serie TV, 2 episodi (2012)